# Gornja Bistrica
Gornja Bistrica (madžarsko Felsőbeszterce, prekmursko Gorja Bistrica) je naselje na Dolinskem ob reki Muri v Občini Črenšovci.
Naselje je Mura do regulacije pogosto poplavljala; severni del ozemlja je nekoliko dvignjen in zunaj poplavnega območja ter v celoti obdelan. Kmetijstvo in živinoreja sta prevladujoči gospodarski panogi. Akacijevi gozdovi ob Muri dajejo možnosti za čebelarstvo. Število prebivalcev v zadnjih desetletjih upada; večina
zaposlenih se vozi v Mursko Soboto. Gornja Bistrica je največja vas med tremi Bistricami (med Dolnjo, Srednjo in Gornjo Bistrico). Poleg trgovine, cerkve in gasilske postaje je na Bistrici tudi oljarna Vučko, avto-prevozništvo Vučko in Žižek ter brod na Muri. Nekoč je bilo v tem predelu ob reki Muri veliko mlinov, zato se na čast tega izvajajo vsako leto t. i. "Mlinarski dnevi" . 

## Galerija
- Križišče pri Gornji Bistrici